# كاتيوشا (أغنية)
كاتيوشا (بالروسية: Катюша) هي أغنية شعبية ذائعة الصيت في روسيا، كانت تغنى أيام الحرب العالمية الثانية وتحكي عن فتاة تنتظر حبيبها الذي يخدم بلاده في الجيش. لحن الأغنيةَ عام 1938 ماتفي بلانتر وكتبها ميخائيل إيزاكوفيكسي. وغنتها لأول مرة المغنية الشعبية الروسية ليديا روسلانوفا.
كاتيوشا هو تصغير إكاترينا (كاترين) بينما كاتيا هو كنية اسم كاترينا. وقد سميت قاذفات صواريخ كاتيوشا التي استخدمت في الحرب العالمية الثانية على اسم الأغنية.

## كلمات الأغنية
تقول كلمات أغنية (كاتيوشا): (وفقاً لسياسات حقوق الطبع والنشر، لا يمكن نشر النص الروسي بالكامل)
| بالروسية                                                                                                   | الترجمة العربية |
| --- | --- |
| Расцветали яблони и груши Поплыли туманы над рекой. Выходила на берег Катюша, На высокий берег, на крутой. | كانت أشجار التفاح والكمثرى مزهرة وطاف الضباب فوق النهر صعدت كاتيوشا الصبية على حافة الجرف والنهر يغلفه الضباب                            |
| / / | على حافة النهر بدأت كاتيوشا تغني عن النسر الرمادي الشامخ في السهول وعن الذي تحبه كاتيوشا من كل قلبها وتصون رسائله إليها.                 |
| / / | أيتها الأغنية، الأغنية الساطعة عن الصبية العذراء طيري إلى حدود الشمس، طيري مثل طائر إلى الجندي البعيد عند الحدود من كاتيوشا أوصلي السلام |
| / / | لعله يفكر بالعذراء القروية لعله يسمع أغنية كاتيوشا وكما يحرس أرض الوطن العزيز سوف تحرس كاتيوشا حبهما إلى الأبد.                          |
| | تكرار المقطع الأول |

## النسخة العربية
هي نسخة عزفت من قبل الحزب الشيوعي السوري باسم حماية الوطن من الأعداء:
| الكلمات                                                                                 |
| --------------------------------------------------------------------------------------- |
| قسما بالورد بالسنابل بالعيون السود بالرضيغ (2×)                                         |
| سنقاتل كلنا نقاتل لنصون السلم والربيع (2×) في غدٍ سنزرع الفيافي خضرة والسهل والجبال (2×) |
| ونغني كلنا نغني للهوي والسلم والجمال (2×)                                               |
| إننا لنعشق السلاما والنسيم العطر الرطيب (2×)                                            |
| لكننا نعشق الحمام في سبيل الوطن الحبيب (2×)                                             |
| قدسنا كانت هي الضحية قدسنا كانت هي النجيع (2×)                                          |
| حملت جروحها الندية ومشت لفجرها السطيع (2×)                                              |
| راية النضال لن تنكس في سماء الوطن الجميل (2×)                                           |
| في غدٍ جموعنا تنكس ليل عهدٍ أسودٍ طويل (2×)                                                |
| يا رفاقي اصرخوا جهارا لن يعيق دربنا استعمار (2×)                                        |
| هتلرٌ من قبل قد تواري مجرماً مسربلاً بعار (2×)                                             |
| كلمة "لا" 76 مرة                                                                        |

## كاتيوشا الإيطالية
كتب فيليس كاسكيون كلمات أغنية إيطالية على لحن الأغنية الروسية «كاتيوشا» أيام مقاومة الإيطاليين للفاشية (1943-1945). وأصبحت الأغنية التي كان اسمها فيسكيا إل فينتو (بالإيطالية: Fischia il vento) وتعني «هبت الرياح» واحدة من أشهر أغاني حركة المقاومة الإيطالية.

## وصلات خارجية
- نص أغنية كاتيوشا على culture.ru (بالروسية)
- كلمات أغنية كاتيوشا نسخة محفوظة 29 سبتمبر 2008 على موقع واي باك مشين. (بالإنجليزية)
- الأغنية من فيلم روسي للمغنية إيرينا بيليك على يوتيوب
- الاستماع للنسخة العربية على ساوند كلاود
- ا لاستماع للنسخة العربية على سبوتيفاي
- للاستماع للنسخة العربية على يوتيوب